# Xishan Xiang (socken i Kina, Xinjiang)
Xishan Xiang (kinesiska: 西山乡, 西山) är en socken i Kina. Den ligger i den autonoma regionen Xinjiang, i den nordvästra delen av landet, omkring 460 kilometer öster om regionhuvudstaden Ürümqi. Antalet invånare är 3 301. Befolkningen består av 1 567 kvinnor och 1 734 män. Barn under 15 år utgör 21,0 %, vuxna 15-64 år 71 %, och äldre över 65 år 6,0 %.
Genomsnittlig årsnederbörd är 141 millimeter. Den regnigaste månaden är juni, med i genomsnitt 46 mm nederbörd, och den torraste är januari, med 2 mm nederbörd.